# Høllen Futsal 2011-2012
Questa voce raccoglie le informazioni riguardanti l'Høllen Futsal nelle competizioni ufficiali della stagione 2011-2012.

## Stagione
Nella stagione 2011-2012, l'Høllen ha partecipato per la prima volta alla Futsal Eliteserie. La squadra ha chiuso la stagione al 10º ed ultimo posto finale, retrocedendo pertanto in 1. divisjon dopo una sola stagione.

## Rosa
| N° | Naz.                | Ruolo | Sportivo              | Anno     |  |  |
| -- | ------------------- | ----- | --------------------- | -------- |  |  |
|    | Norvegia (bandiera) |       | Ali Al-Gashamy        |          |  |  |
|    | Norvegia (bandiera) |       | Morten Dalene         |          |  |  |
|    | Norvegia (bandiera) |       | Espen Eriksen         |          |  |  |
|    | Norvegia (bandiera) |       | Bendik Gundersen      |          |  |  |
|    | Norvegia (bandiera) |       | Bjørn Vidar Gundersen |          |  |  |
|    | Norvegia (bandiera) |       | Bjørn Erlend Kleiven  |          |  |  |
|    | Norvegia (bandiera) |       | John Erling Langeland |          |  |  |
|    | Norvegia (bandiera) |       | Christoffer Myhre     | 19.02.91 |  |  |
|    | Norvegia (bandiera) |       | Christian Rogstad     |          |  |  |
|    | Norvegia (bandiera) |       | Ditleif Ueland        |          |  |  |

## Risultati

### Eliteserie

#### Girone di andata
| Oslo 2 dicembre 2011, ore 18:30 1ª giornata | KFUM Oslo | 5 – 3 referto | Høllen | Ekeberg Idrettshall A\| Arbitro: \| Sjelle \| |
| Arbitro:                                    | Sjelle    |               |        |                                               |

| Oslo 3 dicembre 2011, ore 11:45 2ª giornata | Høllen    | 3 – 4 referto | Tiller | KFUM-Hallen\| Arbitro: \| Myklebust \| |
| Arbitro:                                    | Myklebust |               |        |                                        |

| Oslo 4 dicembre 2011, ore 16:15 3ª giornata | Kongsvinger | 10 – 2 referto | Høllen | KFUM-Hallen\| Arbitro: \| Eidhammer \| |
| Arbitro:                                    | Eidhammer   |                |        |                                        |

| Kristiansand 15 gennaio 2012, ore 16:00 4ª giornata | Høllen  | 1 – 2 referto | Vadmyra | Gimlehallen\| Arbitro: \| Hanssen \| |
| Arbitro:                                            | Hanssen |               |         |                                      |

| Kristiansand 14 gennaio 2012, ore 10:30 5ª giornata | Høllen   | 5 – 5 referto | Horten | Gimlehallen\| Arbitro: \| Sandberg \| |
| Arbitro:                                            | Sandberg |               |        |                                       |

| Kristiansand 14 gennaio 2012, ore 16:00 6ª giornata | Høllen   | 4 – 3 referto | Holmlia | Gimlehallen\| Arbitro: \| Sandberg \| |
| Arbitro:                                            | Sandberg |               |         |                                       |

| Fyllingsdalen 28 gennaio 2012, ore 13:00 7ª giornata | Høllen       | 3 – 3 referto | Nidaros | Framohallen A\| Arbitro: \| Rafiq (Oslo) \| |
| Arbitro:                                             | Rafiq (Oslo) |               |         |                                             |

| Fyllingsdalen 29 gennaio 2012, ore 11:00 8ª giornata | Høllen  | 1 – 4 referto | Vegakameratene | Framohallen A\| Arbitro: \| Iversen \| |
| Arbitro:                                             | Iversen |               |                |                                        |

| Fyllingsdalen 28 gennaio 2012, ore 18:15 9ª giornata | Solør    | 4 – 1 referto | Høllen | Framohallen A\| Arbitro: \| Grønevik \| |
| Arbitro:                                             | Grønevik |               |        |                                         |

#### Girone di ritorno
| Stjørdal 18 febbraio 2012, ore 13:00 10ª giornata | Nidaros | 4 – 6 referto | Høllen | Stjørdalshallen B\| Arbitro: \| Ølmheim \| |
| Arbitro:                                          | Ølmheim |               |        |                                            |

| Stjørdal 19 febbraio 2012, ore 12:00 11ª giornata | Vegakameratene | 6 – 0 referto | Høllen | Stjørdalshallen B\| Arbitro: \| Hanssen \| |
| Arbitro:                                          | Hanssen        |               |        |                                            |

| Stjørdal 18 febbraio 2012, ore 18:15 12ª giornata | Høllen        | 1 – 4 referto | Solør | Stjørdalshallen A\| Arbitro: \| Thorsø Hansen \| |
| Arbitro:                                          | Thorsø Hansen |               |       |                                                  |

| Oslo 10 marzo 2012, ore 14:30 13ª giornata | Vadmyra  | 5 – 4 referto | Høllen | KFUM-Hallen\| Arbitro: \| Sandberg \| |
| Arbitro:                                   | Sandberg |               |        |                                       |

| Oslo 11 marzo 2012, ore 14:00 14ª giornata | Horten  | 6 – 2 referto | Høllen | KFUM-Hallen\| Arbitro: \| Hussain \| |
| Arbitro:                                   | Hussain |               |        |                                      |

| Oslo 10 marzo 2012, ore 20:00 15ª giornata | Holmlia | 3 – 5 referto | Høllen | Holmlia Idrettshall\| Arbitro: \| Hanssen \| |
| Arbitro:                                   | Hanssen |               |        |                                              |

| Oslo 24 marzo 2012, ore 13:30 16ª giornata | Høllen  | 3 – 8 referto | KFUM Oslo | Ekeberg Idrettshall A\| Arbitro: \| Hanssen \| |
| Arbitro:                                   | Hanssen |               |           |                                                |

| Oslo 24 marzo 2012, ore 18:15 17ª giornata | Tiller  | 7 – 4 referto | Høllen | Ekeberg Idrettshall A\| Arbitro: \| Hanssen \| |
| Arbitro:                                   | Hanssen |               |        |                                                |

| Oslo 25 marzo 2012, ore 12:45 18ª giornata | Høllen       | 2 – 8 referto | Kongsvinger | Ekeberg Idrettshall A\| Arbitro: \| Rafiq (Oslo) \| |
| Arbitro:                                   | Rafiq (Oslo) |               |             |                                                     |